# Polkanovit
Polkanovit (Britvin a kol. 1998) Rh12As7, je šesterečný minerál.

## Morfologie
Tvoří drobná zrnka ve srůstech s čerepanovitem. Maximální velikost „zrn“ je 0,045 x 0,140 mm.

## Fyzikální vlastnosti
Mikrotvrdost 399–422 (průměr 410) kg.mm2, hustota 10,20 (vypočtená),  štěpnost nebo odlučnost chybí.

## Optické vlastnosti
Barva hnědavě šedá (v odraženém světle), lesk kovový.

## Naleziště

### Rusko
Miass (řeka, u města Zlatoust, Jižní Ural).